# جامعة طوكيو للإناث

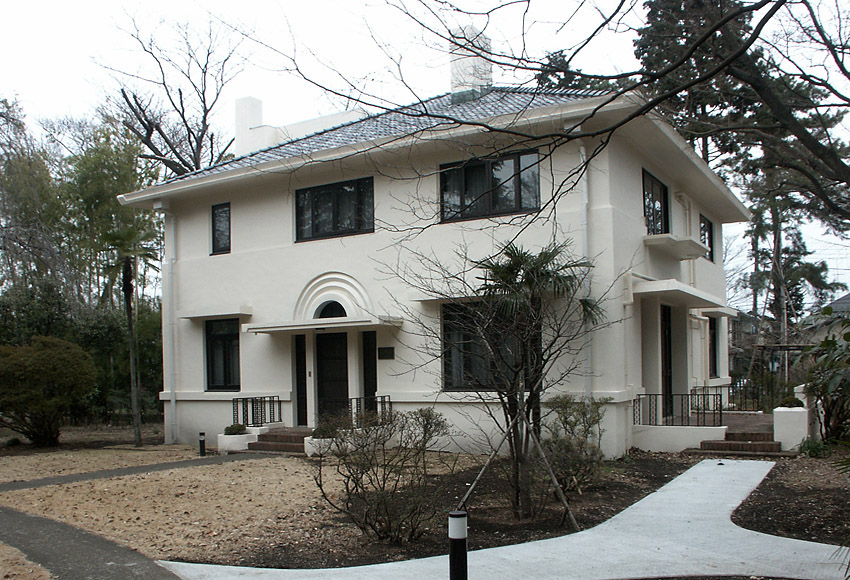
مبنى جامعة طوكيو للإناث.

جامعة طوكيو للإناث (باليابانية: 東京女子大学 طوكيو جوشي دايغاكو) هي جامعة خاصة للإناث في سوغينامي، طوكيو، اليابان.
أسس إنازو نوتوبه الجامعة عام 1918،و هو مؤلف ودبلوماسي و معلم.

## روابط خارجية
- جامعة طوكيو للإناث على موقع IMDb (الإنجليزية)